# 爱德华·诺顿
愛德華·哈里遜·諾頓（1969年8月18日—），美國男演員、導演與製片人。他在1996年參與演出律政劇，獲得奧斯卡最佳男配角獎的提名；兩年後，他則以領銜主演光頭黨的《美國X檔案》獲得奧斯卡最佳男主角獎提名。他的其它代表作還有《鬥陣俱樂部》、《紅龍》和《無敵浩克》。除此之外，諾頓也嘗試導演電影與編劇，並在2000年推出首次執導的電影。
在私人領域，諾頓是位環保及社會運動者，他是非營利組織「企業社群夥伴」（Enterprise Community Partners）的受託人董事會成員及終身受託人，這個組織由他的外祖父詹姆斯·勞斯（James Rouse）所創建發展；他也是「馬賽野生保育信託基金會」（Maasai Wilderness Conservation Trust）的美國分支主席，曾在2009年參加紐約馬拉松大會為基金會募款，也曾經由微募款的社群網站「Crowdrise」進行慈善募捐活動。2010年七月，聯合國秘書長潘基文派任諾頓為聯合國親善大使。

## 早年簡歷
愛德華·諾頓生於麻省波士頓，成長於馬里蘭州的哥倫比亞，祖先為著名的美國原住民寶嘉康蒂。父親小愛德華·莫沃爾·諾頓（Edward Mower Norton, Jr.）是名環保律師，倡導保護亞洲的自然資源，曾在卡特總統任內擔任聯邦檢察官。母親莉迪亞·羅賓森（Lydia Robinson）為英文教師，1997年因腦癌去世。外祖父詹姆斯·勞斯是都市開發設計師，不但設計開發了馬里蘭州的哥倫比亞城市，也曾協助發展巴爾的摩的內港、維吉尼亞州諾福克市的濱岸市集以及波士頓的昆西市場；他還和諾頓的外祖繼母派蒂·勞斯（Patty Rouse）一同創立企業社群合夥組織。諾頓有一個弟弟和妹妹，是他的專業合作夥伴。
1981年到1985年，青少年時期的諾頓和弟弟年年參與位於新罕布夏州希伯倫鎮（紐芬德湖畔的帕斯昆尼成長營（Camp Pasquaney）活動，1984年贏得活動獎盃，後來參與營區事務兩年，導演劇場，他一直與該營區保持親密良好的關係。諾頓在美國聖公會的背景中成長，1987年在哥倫比亞的高中畢業後就讀耶魯大學，期間擔任划船隊划手，曾與榮·利文斯通和保罗·吉亚玛提一起積極參與戲劇活動。1991年諾頓畢業取得歷史學士學位後就到外祖父位日本大阪的分公司擔任顧問，因此略通日語。

## 戲劇生涯
為了展開戲劇生涯，諾頓遷往紐約市，並開始在外百老匯劇院中演出。1996年，諾頓在其第一部電影《一級恐懼》中展現了精湛的演技，電影改編自描述由李察·吉爾飾演的律師為諾頓所飾演的輔祭辯護一宗羅馬天主教主教謀殺案。《娛樂周刊》評道：「諾頓的演出足與李察·吉爾鼎立平坐，他的謙虛收歛正可對照吉爾的華美誇張。」《奧斯汀紀事報》的影評寫道：「在這部有心理準備的驚悚片裡，諾頓的演技與恰如其份的戲劇張力，為高潮橋段提供了戲劇娛樂。」，儘管影評紛紛擾擾，諾頓還是贏得了一座金球獎最佳電影男配角獎，並獲提名為奧斯卡最佳男配角，一鳴驚人的他自此崛起美國影壇，成為廣受認可的實力派演員。同年諾頓還參與《情色風暴1997》的配角演出。
1998年，諾頓在《美國X檔案》裡出飾一名新納粹主義者，《紐約客周刊》影評指出諾頓帶給這個角色「暧昧的情慾誘惑，使其充滿吸引力」。他為了這個角色增重30磅（13公斤）的肌肉，不過後來並沒有維持這身體態。《美國X檔案》獲得廣泛的正面評價，全球票房超過兩千三百萬美元，諾頓此角亦獲得奧斯卡最佳男主角的提名。同年諾頓還和麥特·戴蒙共同演出《賭王之王》，飾演一對為還大筆債款而冒險涉賭的年輕人。

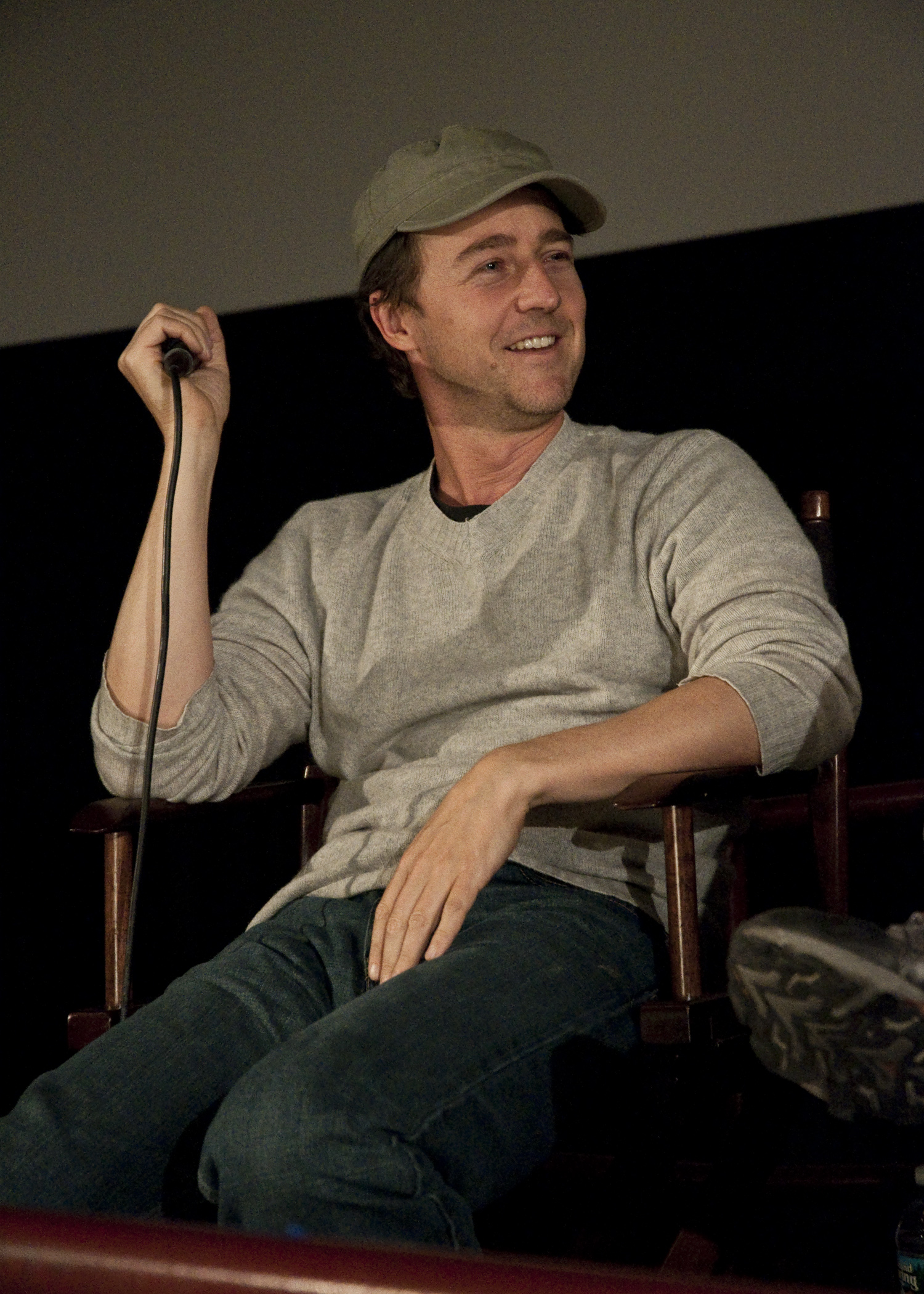
諾頓攝於2010年二月

1999年，諾頓在《鬥陣俱樂部》出飾一位以旁白自稱受困於白領階級的無名主角，電影由導演大衛·芬奇改編自恰克·帕拉尼克的同名小說，諾頓為這部片子事先學習了拳擊、摔角和跆拳道。《鬥陣俱樂部》在威尼斯影展首映期間，諾頓為宣傳電影說道：「我認為《鬥陣俱樂部》在某種程度上...探討了人們對於承接這套由廣告催生的價值體系，所感受到的麻痺與絕望。」上映後電影票房未達期望，評價兩極，但在DVD發行後地位卻儼然斗升成為邪典經典，到了2008年，此片更被英國《帝國雜誌》提名為有史以來最佳五百大電影的前十名。
2002年，諾頓參與演出布萊特·拉特納的《紅龍》和史派克·李的《25小時》。《紅龍》評價不一，但是票房不錯。《25小時》大獲好評，尤其是在紐約後911的審視氛圍下，可惜無法達到收支平衡。2003年，派拉蒙以法律脅迫諾頓履行當年拍攝《一级恐惧》時簽下的三片契約，也就是後來的《天羅盜網》，因此電影上映時他拒絕宣傳。諾頓在2005年的《天国王朝》飾演耶路撒冷王國國王鮑德溫四世而備受好評。隨後參與2008年漫威工作室的《無敵浩克》的演出，飾演漫威漫畫的經典人物浩克，諾頓曾試圖改變劇情路線，後來失敗頹然無功，因此拒絕宣傳，雖然一度有望演出2012年電影《復仇者聯盟》，不過後來還是遭到換角，浩克改由马克·鲁法洛飾演。
2006年，諾頓主演了兩部電影《愛在山谷下》跟《魔幻至尊》，後者在日舞影展首映，正式上映後成為票房黑馬。2008年，諾頓參演新線影業的《非法警戒》，飾演一名正直警探被派任前去調查自己親哥哥所主持的警局。此片評價不甚良好，也沒有獲得電影公司的大力支持，儘管有柯林·法洛和強·沃特等大牌影星，全球票房還是只有三千一百一十萬美元，稍稍打平製作成本三千萬而已。2010年，諾頓亦主演了兩部電影《雙子陰謀》與《色獄心機》，前者一人分飾雙胞胎（一個是小咖毒販，另一個是哈佛教授），後者找回諾頓在《鬼計神偷》合作過的老搭檔勞勃·狄尼洛，片中諾頓飾演的囚犯想方設法要詐得狄尼洛飾演的假釋官一紙提前假釋令。2012年，諾頓參與演出《神鬼認證4》。
諾頓曾在2005年的實驗電視喜劇《情迷絲苔拉》友情客串，也在2010年ABC電視台的艾美獎得獎片《摩登家庭》中露臉。諾頓經常為他參演的作品做些不具名的編劇工作，像是《鬼計神偷》、《揮灑烈愛》和《無敵浩克》。他曾在2000年推出導演處女作《相信愛情》，並自導自演改編自同名小說的《布魯克林孤兒》（2019年）。諾頓性格以其完美主義聞名，曾主導剪輯《美國X檔案》的最終版本，拍攝《紅龍》期間與導演發生衝突，在拍攝《無敵浩克》時也與導演和電影公司衝突，導致拒絕為此片宣傳。

## 私人領域

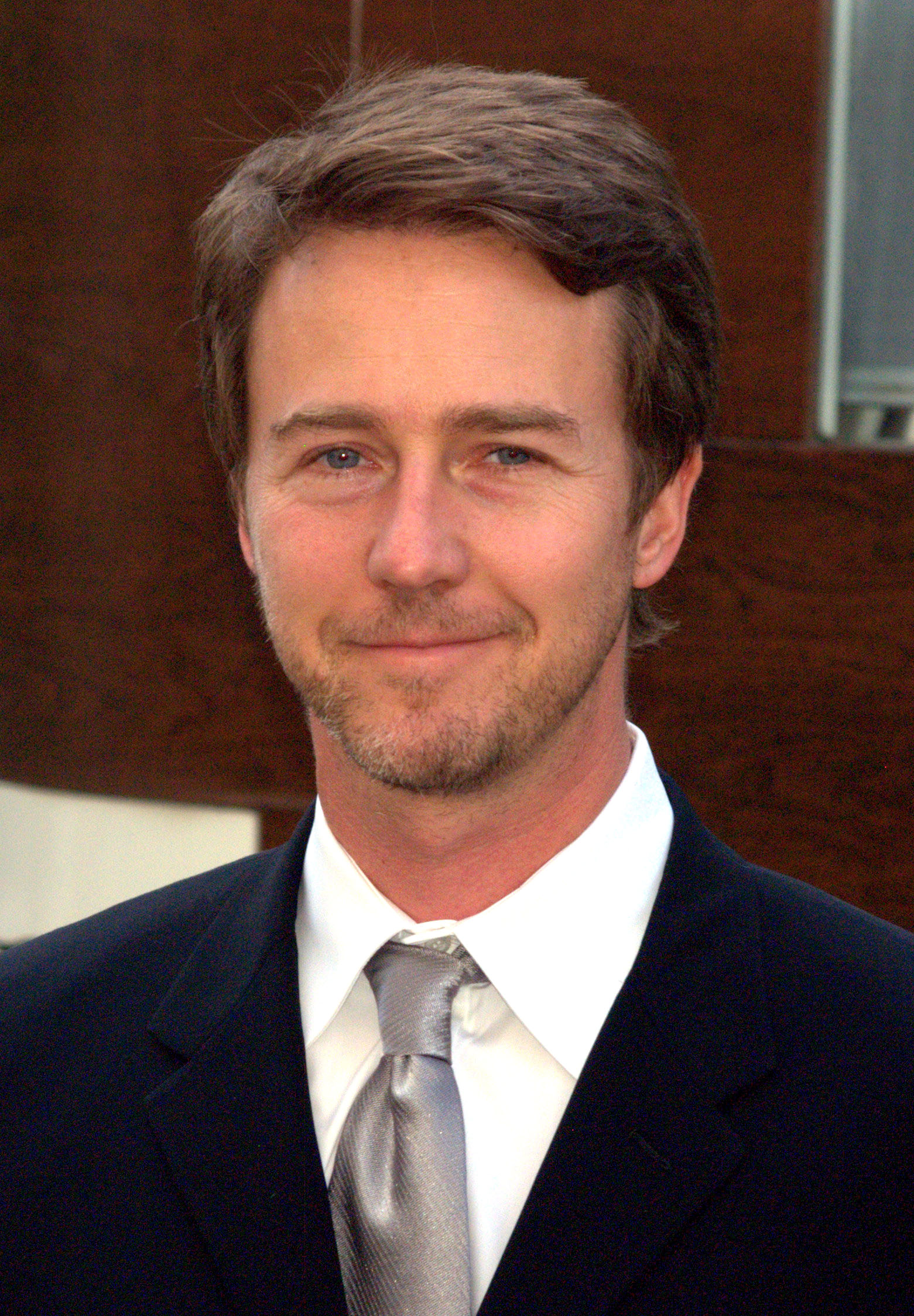
2009年諾頓出席大都會歌劇院首映

諾頓極不習慣明星光芒，他說：「要我放棄搭地鐵，不如讓我心臟病發。」他曾在訪問中表示自己是巴爾的摩金鶯隊的球迷，並在2001年受邀參與鐵人小卡爾·瑞普肯的退休活動，2007年七月出席瑞普肯在名人堂的慶祝儀式。諾頓擁有私人飛行執照，曾在《大衛深夜秀》和《演員內心秀》節目上談論他的飛行訓練課程。諾頓與歌手寇特妮·洛芙和女演員莎瑪·海耶克約會過，現在已和製片人莎娜·羅柏森（Shauna Robertson）訂婚。
在政治與公眾事務上，諾頓是前紐約州州長艾略特·斯皮策的有力支持者，他是非營利組織企業社群合夥組織的董事成員，為家鄉建設提供一般人負擔得起的經濟住屋。他對環保事務與可再生能源方面的關注也相當為人所知，像是企業綠色社區計畫（Enterprise's Green Communities Initiative）和BP的「太陽能鄰居」方案。他也投注時間金錢在社會活動事務上，包括改善弱勢族群的生活品質。諾頓參與監製HBO紀錄片《歐巴馬：白宮之路》，此片原聲帶收益全數捐給企業社群夥伴和美國聯合勸募協會，他也在2008年登上《快速公司》（Fast Company）雜誌的一則講述建商提供綠色經濟住屋的專題故事。。諾頓是馬賽野生保育信託基金會（Maasai Wilderness Conservation Trust）的美國分支主席，為了幫基金會募款，2009年11月1日諾頓帶領一行30人團隊浩浩蕩蕩參與紐約馬拉松大會，陣容包括有歌手艾拉妮絲·莫莉塞特和魔術師大衛·布萊恩，諾頓是名流中第一個完成賽程的人，跑了3小時48分鐘，為基金會募得超過一百萬美元。2010年5月，諾頓推出一個名叫「Crowdrise」的社群網站，作為慈善募款之用。

## 作品列表

### 電影
| 年份 | 標題                            | 角色                              | 附註                          | 來源          |
| ---- | ------------------------------- | --------------------------------- | ----------------------------- | ------------- |
| 1996 | 《一級恐懼》                    | Aaron Stampler / Roy              |                               | [ 63 ]        |
| 1996 | 《大家都說我愛你》              | Holden Spence                     |                               | [ 64 ]        |
| 1996 | 《性书大亨》                    | 艾倫·艾克曼                       |                               | [ 65 ]        |
| 1998 | 《賭王之王》                    | Lester "Worm" Murphy              |                               | [ 66 ]        |
| 1998 | 《野獸良民》                    | Derek Vinyard                     |                               | [ 67 ]        |
| 1999 | 《鬥陣俱樂部》                  | 敘事者                            |                               | [ 25 ]        |
| 2000 | 《相信愛情》                    | Father Brian Finn                 | 兼導演和編劇                  | [ 68 ]        |
| 2001 | 《鬼計神偷》                    | Jack Teller / Brian               |                               | [ 69 ]        |
| 2002 | 《美國詐炮》                    | Sheldon Mopes / Smoochy the Rhino |                               | [ 70 ]        |
| 2002 | 《揮灑烈愛》                    | 纳尔逊·洛克菲勒                   | 兼編劇（未掛名）              | [ 71 ] [ 72 ] |
| 2002 | 《紅龍》                        | 威爾·葛拉漢                       |                               | [ 73 ]        |
| 2002 | 《25小時》                      | Monty Brogan                      | 兼監製（未掛名）              | [ 74 ]        |
| 2003 | 《天羅盜網》                    | Steve Frazelli                    |                               | [ 75 ]        |
| 2004 | 《骯髒的工作》（Dirty Work）    | 不適用                            | 執行製片人                    | [ 76 ]        |
| 2004 | 《鬼膽神偷》                    | 他自己                            | 未掛名                        | [ 77 ]        |
| 2005 | 《天国王朝》                    | 鲍德温四世                        |                               | [ 78 ]        |
| 2005 | 《愛在山谷下》                  | Harlan Fairfax Carruthers         | 兼監製                        | [ 79 ]        |
| 2006 | 《魔幻至尊》                    | Eisenheim                         |                               | [ 80 ]        |
| 2006 | 《面紗》                        | Walter Fane                       | 兼監製                        | [ 81 ]        |
| 2007 | 《永遠的馬龍·白蘭度》（Brando） | 他自己                            | 紀錄片                        | [ 82 ]        |
| 2007 | 《辛普森一家大电影》            | Panicky Man                       | 丹·卡斯泰拉内塔重新配音的台詞 | [ 83 ]        |
| 2007 | 《吉米·卡特：來自草原的人》     | 他自己                            | 紀錄片                        | [ 84 ]        |
| 2008 | 《無敵浩克》                    | 布魯斯·班納／浩克                 | 兼編劇（未掛名）              | [ 85 ]        |
| 2008 | 《非法警戒》                    | Ray Tierney                       |                               | [ 86 ]        |
| 2008 | 《衝出我天地》                  | 旁白                              | 紀錄片                        | [ 87 ]        |
| 2009 | 《歐巴馬：白宮之路》            | 不適用                            | 監製                          | [ 88 ]        |
| 2009 | 《謊言的誕生》                  | 警察                              | 客串                          | [ 89 ]        |
| 2010 | 《雙子陰謀》                    | Bill Kincaid / Brady Kincaid      | 兼監製                        | [ 90 ]        |
| 2010 | 《色獄心機》                    | Gerald "Stone" Creeson            |                               | [ 91 ]        |
| 2012 | 《月升王国》                    | Scout Master Randy Ward           |                               | [ 92 ]        |
| 2012 | 《大鈍裁者》                    | 他自己                            | 未掛名                        | [ 93 ]        |
| 2012 | 《神鬼認證4》                   | Eric Byer                         |                               | [ 94 ]        |
| 2012 | 《謝謝分享，我的愛》            | 不適用                            | 執行製片人                    | [ 95 ]        |
| 2014 | 《我是真男人》                  | 他自己                            | 紀錄片                        | [ 96 ]        |
| 2014 | 《布达佩斯大饭店》              | Henckels                          |                               | [ 97 ]        |
| 2014 | 《鳥人》                        | Mike Shiner                       |                               | [ 98 ]        |
| 2016 | 《腸腸搞轟趴》                  | Sammy Bagel Jr.                   | 配音                          | [ 99 ]        |
| 2016 | 《最美的安排》                  | Whit Yardsham                     |                               | [ 100 ]       |
| 2017 | 《小门神》                      | 鬱壘                              | 英語版配音                    | [ 101 ]       |
| 2018 | 《犬之島》                      | Rex                               | 配音                          | [ 102 ]       |
| 2018 | 《高蒂傳》                      | 不適用                            | 執行製片人                    | [ 103 ]       |
| 2019 | 《艾莉塔：戰鬥天使》            | Nova                              | 未掛名客串                    | [ 104 ]       |
| 2019 | 《布魯克林孤兒》                | Lionel Essrog                     | 兼導演、編劇和監製            | [ 105 ]       |
| 2021 | 《法蘭西特派週報》              | 綁匪                              |                               | [ 106 ]       |
| 2022 | 《鋒迴路轉：抽絲剝繭》          | Miles Bron                        |                               | [ 107 ]       |
| 2023 | 《小行星城》                    | Conrad Earp                       |                               | [ 108 ]       |
| 2024 | 《巴布狄倫：搖滾詩人》          | 皮特·西格                         |                               | [ 109 ]       |

### 電視
| 年份 | 標題                         | 角色                          | 附註                                  |
| ---- | ---------------------------- | ----------------------------- | ------------------------------------- |
| 2000 | 《辛普森家庭》               | Devon Bradley                 | 配音；單集：〈偉大的金錢雀躍〉        |
| 2005 | 《斯特拉》                   | 他自己                        | 單集：〈Pilot〉                       |
| 2009 | 《摩登家庭》                 | Izzy LaFontaine               | 單集：〈遠大前程〉                    |
| 2013 | 《辛普森家庭》               | Reverend Elijah Hooper        | 配音；單集：〈講台摩擦〉              |
| 2013 | 《週六夜現場》               | 主持人／歐文·威爾森           | 單集：〈Edward Norton/Janelle Monáe〉 |
| 2015 | 《週六夜現場40週年特別節目》 | 他自己／史蒂芬                | 電視特輯                              |
| 2015 | 《約翰奧利佛之昔日新聞報報》 | 他自己                        | 單集：〈Infrastructure〉              |
| 2018 | 《喜剧中心吐槽大会》         | 他自己                        | 單集：〈Bruce Willis〉                |
| 2018 | 《问问故事小机器人》         | Gary the Electronics Salesman | 單集：〈What Is Electricity?〉        |
| 2023 | 《外推》                     | Jonathan Chopin               | 2集                                   |
| 2024 | 《腸腸搞轟趴：美食烏托邦》   | Sammy Bagel Jr.               | 配音；8集                             |

### 電子遊戲
| 年份 | 標題         | 配音角色          | 附註 |
| ---- | ------------ | ----------------- | ---- |
| 2008 | 《無敵浩克》 | 布魯斯·班納／浩克 |      |

### MV
| 年份 | 標題         | 角色   | 藝人         | 附註 |
| ---- | ------------ | ------ | ------------ | ---- |
| 2013 | 〈春假國歌〉 | 他自己 | 寂寞孤島樂團 |      |

## 外部連結
- 爱德华·诺顿在互联网电影资料库（IMDb）上的資料（英文）
- Edward Norton Information Page (英文) （页面存档备份，存于）